# Flusso di ghiaccio

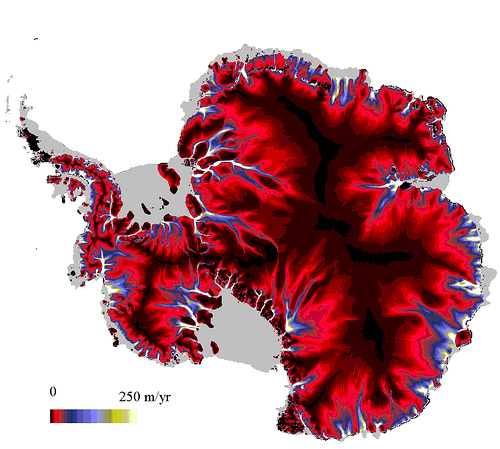
Cartina della velocità nell'Antartide. I flussi glaciali possono essere visti con una velocità in aumento (blu-giallo-bianco) che scorrono verso la costa.

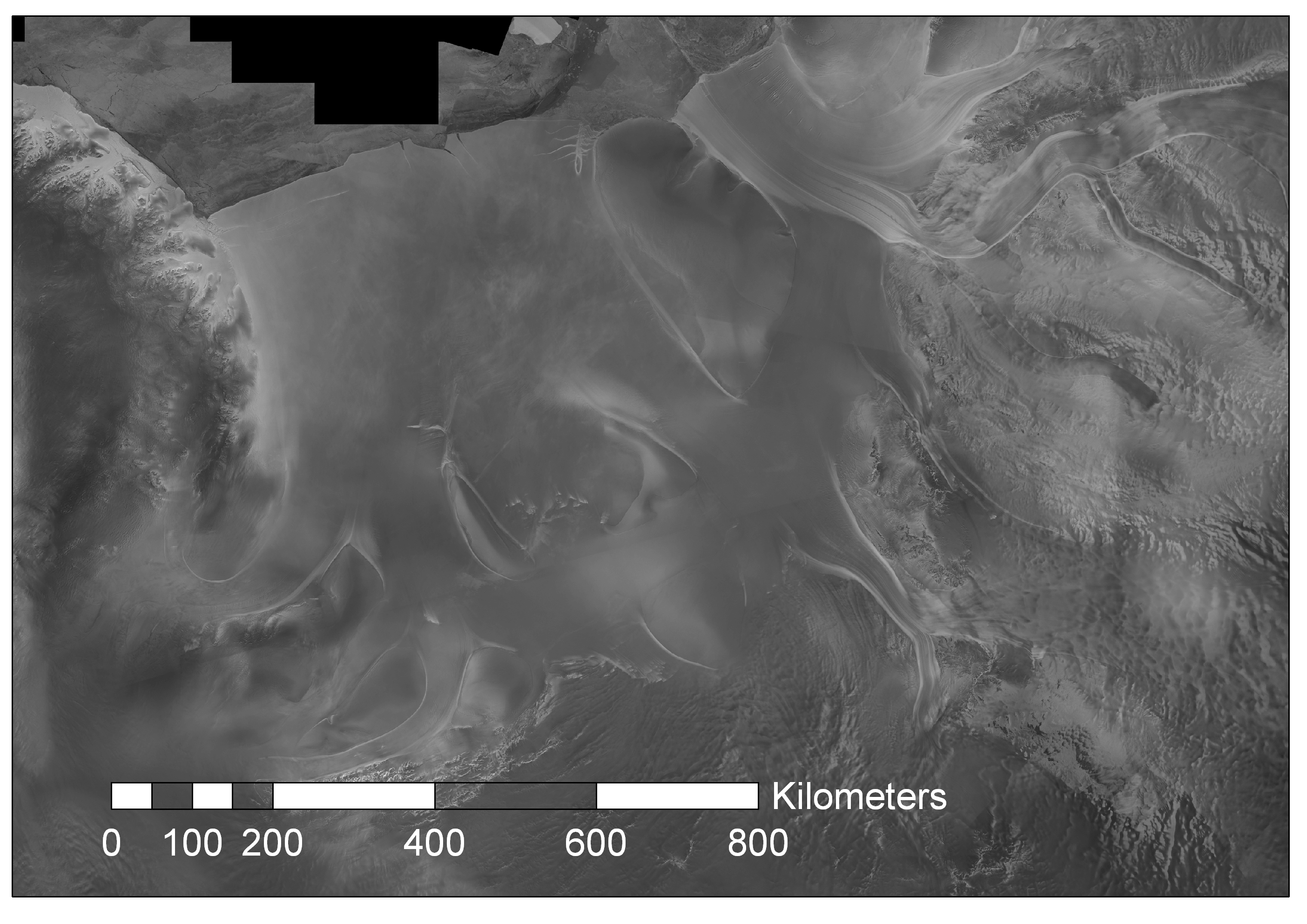
Immagine radarsat dei flussi di ghiaccio che scorrono all'interno della barriera di Filchner-Ronne

Un flusso di ghiaccio o flusso glaciale è una regione di un ghiacciaio continentale che si muove significativamente più veloce rispetto al ghiaccio circostante. I flussi di ghiaccio sono tipi di ghiacciaio e sono importanti nell'Antartide dove la loro quantità si aggira intorno al 10% del suo volume complessivo. Larghi fino 50 km e spessi 2 km, possono estendersi per centinaia di chilometri, e rappresentano la maggior parte del ghiaccio rimasto del ghiacciaio continentale.
La velocità di un flusso glaciale può essere di oltre 1 000 metri per anno, un ordine di grandezza più veloce di quello del ghiaccio circostante. Le forze di taglio ai margini del flusso glaciale causano la deformazione e ricristallizzazione del ghiaccio, rendendolo più soffice, e concentrando la deformazioni in bande strette o margini di taglio, laddove si formano in modo particolare i crepacci.
La maggior parte dei flussi di ghiaccio hanno un po' d'acqua alla loro base, che ne lubrifica il flusso. Anche il tipo di roccia in posto è determinante, mentre i sedimenti soffici, deformabili, rendono il flusso più veloce rispetto alla dura roccia.

## Antartide
L'indlandsis dell'Antartide defluisce verso il mare per mezzo di molti flussi glaciali. Il maggiore nell'Antartide orientale è il ghiacciaio Lambert. Nell'Antartide occidentale, i grandi ghiacciai Pine Island e del Thwaites sono attualmente quelli più in disequilibrio, con una perdita di massa totale netta tra loro, misurata nel 2006, di 85 gigatonnellate per anno.
È stato affermato che la calotta polare antartica stia perdendo massa. Si pensa che il processo di accelerazione passata e quella in corso dei flussi glaciali e dei ghiacciai di sbocco sia una causa importante, se non dominante, di questo squilibrio.

## Groenlandia
I flussi di ghiaccio che deflusicono dal ghiacciaio continentale groenlandese al mare comprendono i ghiacciai Helheim, Jakobshavn Isbræ e Kangerdlugssuaq.